# Flight Crew
Flight Crew (em russo: Экипаж; Ekipazh) é um filme russo dos gêneros cinema catástrofe e drama, produzido pelo canal Russia-1, dirigido por Nikolai Lebedev e escrito por Tikhon Kornev e Nikolai Kulikov. O filme conta com Danila Kozlovsky, e Vladimir Mashkov nos papéis principais.
O filme é um remake do filme "Ekipazh" de 1979.

## Sinopse
Após ser demitido da força aérea de seu país, Leo consegue um emprego como co-piloto de uma companhia aérea. Durante um voo a Ásia, Leo e sua tripulação recebem um aviso sobre um desastre vulcânico em uma ilha próxima e decidem realizar uma missão de resgate no local.

## Elenco
- Vladimir Mashkov como Leonid Zinchenko
- Danila Kozlovsky como Alexey Gushchin
- Agne Grudyte como Alexandra
- Katerina Shpitsa como Vika, comissária de bordo

## Dublagem
| Ator (Personagem)                            | Dublador       |
| -------------------------------------------- | -------------- |
| Vladimir Mashkov (Leonid Zinchenko)          | Márcio Simões  |
| Danila Kozlovsky (Alexey Gushchin)           | Mckeidy Lisita |
| Agne Grudyte (Alexandra)                     | Maíra Paris    |
| Katerina Shpitsa (Vika, comissária de bordo) | Flávia Saddy   |